# Boys Do Cry (canção de Marius Bear)
"Boys Do Cry" é a canção que representou a Suíça no Festival Eurovisão da Canção 2022 que teve lugar em Turim. A canção foi selecionada através de uma seleção interna, revelada no dia 8 de março de 2022. Na semifinal do dia 10 de maio, a canção qualificou-se para a final, terminando a competição em 17º lugar com 78 pontos.